# Pływanie synchroniczne na Letnich Igrzyskach Olimpijskich 2012 – drużyny
Drużyny kobiet były jedną z dwóch konkurencji w pływaniu sychronicznym jakie rozegrano podczas XXX Letnich Igrzysk Olimpijskich w Londynie. Konkurencja została rozegrana w Aquatics Centere w dniach 9-10 sierpnia 2012 r..
Do rywalizacji przystąpiło 8 zespołów. Na końcowy wynik składa się ocena uzyskana za program techniczny oraz ocena za program dowolny.

## Terminarz
| Data             | Godzina |                    |
| ---------------- | ------- | ------------------ |
| 9 sierpnia 2012  | 15:00   | Program techniczny |
| 10 sierpnia 2012 | 15:00   | Program dowolny    |

## Wyniki
| Kraj            | Zawodniczki | Runda techniczna | Rudna dowolna | Łącznie | Pozycja |
| --------------- | --- | ---------------- | ------------- | ------- | ------- |
| Rosja           | Swietłana Romaszyna, Natalja Iszczenko, Anastasija Dawydowa, Marija Gromowa, Elwira Chasianowa, Darja Korobowa, Aleksandra Packiewicz, Ałła Szyszkina, Anżelika Timanina | 98,100           | 98,930        | 197,030 | złoto   |
| Chiny           | Liu Ou, Huang Xuechen, Chang Si, Chen Xiaojun, Jiang Tingting, Jiang Wenwen, Luo Qian, Sun Wenyan, Wu Yiwen                                                              | 97,000           | 97,010        | 194,010 | srebro  |
| Hiszpania       | Andrea Fuentes, Ona Carbonell, Clara Basiana, Alba Cabello, Margalida Crespí, Thaïs Henríquez, Paula Klamburg, Irene Montrucchio, Laia Pons                              | 96,200           | 96,920        | 193,120 | brąz    |
| Kanada          | Marie-Pier Boudreau Gagnon, Élise Marcotte, Stéphanie Durocher, Jo-Annie Fortin, Chloé Isaac, Stéphanie Leclair, Tracy Little, Karine Thomas, Valerie Welsh              | 94,400           | 95,230        | 189,630 | 4.      |
| Japonia         | Yukiko Inui, Chisa Kobayashi, Yumi Adachi, Aika Hakoyama, Yukiko Inui, Mayo Itoyama, Risako Mitsui, Mariko Sakai, Kurumi Yoshida, Mai Nakamura                           | 93,800           | 93,830        | 187,630 | 5.      |
| Wielka Brytania | Olivia Allison, Jenna Randall, Yvette Baker, Katie Clark, Katie Dawkins, Jennifer Knobbs, Vicki Lucass, Asha Randall, Katie Skelton                                      | 87,300           | 88,140        | 175,440 | 6.      |
| Egipt           | Shaza Abdelrahman, Dalia El-Gebaly, Reem Abdalazem, Aya Darwish, Nour El Afandi, Samar Hassounah, Youmna Khallaf, Mai Mohamed, Mariam Omar                               | 77,600           | 78,360        | 155,960 | 7.      |
| Australia       | Eloise Amberger, Jenny-Lyn Anderson, Sarah Bombell, Olga Burtaev, Tamika Domrow, Bianca Hammett, Tarren Otte, Frankie Owen, Samantha Reid                                | 77,500           | 77,430        | 154,930 | 8.      |